# Nyboder
Nyboder er et gammelt boligkvarter nær Østerport i København, hvis opførelse blev iværksat på initiativ af kong Christian IV i 1631. Boligerne - der var planlagt som familieboliger for dygtige folk i flåden - blev lagt i bydelen Ny-København, der opstod, da kongen fordoblede byens areal med en udvidelse mod øst.

## Opførelse og anvendelse
Det var et kvarter for søfolk, idet flåden under Christian 4. voksede, og der var behov for rigtige boliger til de menige og deres familier. Der var et tidligere kvarter med samme navn, "Skipperboderne", der først blev opført på Bremerholm og var forbeholdt officerer – og det var disse, der dannede forbillede for det nye Nyboder, der senere opstod ved Østerport. Den tidligere private indkvartering i byen var ikke populær.
De første 20 huse af Nyboder opføres i 1631 på de grunde, kongen tidligere havde købt uden for København. Navnet på den nye bydel kaldes først "dy Boer til Søefolckied" – senere "Bådsmandshusene". Det blev til ca. 200 boliger på hver ca. 40 m² bestående af en stue på 19 m², et kammer, en forstue og køkken fælles med nabolejligheden. Lejlighederne var spejlvendte to og to og vendte ryggen mod hinanden, hvilket gav problemer med varme og kulde, fordi nogle fik sol, andre ikke. Trods den beskedne størrelse ragede de op over datidens arbejderboliger.
1641 er det Nyboder ved at være færdig, som Christian IV havde planlagt det i samarbejde med Hans van Steenwinckel den yngre og Leonhard Blasius – dvs. den del der ligger sydvest for Suensonsgade. Husenes farve var dengang nationale, dvs. hvide og røde – og ikke som i dag okkergule med rødt tag.
Nyboder anvendes fortsat som lejeboliger for forsvarets personel. Frem til 2006 havde Søværnet haft fortrinsret til boligerne, men herefter har både Hæren og Flyvevåbnet fået brugsret til boliger og alle tre værn deler dem nu på lige vilkår. Hjemmeværnets personel har ikke brugsret til boligerne. I dag omtales hele Nyboder-området som ét samlet område, men er faktisk inddelt i De Grå Stokke, De Gule Stokke samt flere omkringliggende gader.

## Vedligeholdelse
Forsvaret ejer alle Nyboderboligerne. De administreres af Forsvarets Bygnings Etablissement (i daglig tale FBE) med et lokalt boligkontor kaldet Lokalt Støtte Element Nyboder (i daglig tale LSENYB). Forsvaret begyndte i 2011 at sælge flere af boligblokkene i Nyboder-kvarteret fra, men dette gjaldt kun uden for De Gule Stokke. Netop De Gule Stokke blev renoveret – flere i samarbejde med A.P. Møller og Hustru Chastine Mærsks Fond, som også har betalt istandsættelse af Nyboder Mindestue – og var klar til at genhuse Forsvarets ansatte fra 2013.
Forsvaret har flere gange været kritiseret for manglende vedligeholdelse, ikke mindst af Nyboder Beboerforening. Ligeledes var der et ikke ubetydeligt efterslæb på Forsvarets vedligeholdelseskonto (oplyst i 2006 af Rigsrevisionen).

## Angreb på Nyboder
Nyboder var flere gange udset til at blive revet helt ned, idet ejendomshandlere fristede staten, der var i pengeforlegenhed. I 1650 fandt det første salg sted af Nyboder-huse. Få år senere blev der skåret yderligere af i yderkanterne. I 1700-tallet blev der dog bygget nye huse på to etager af arkitekt Philip de Lange, mens man nedrev de oprindelige enetagesboder i 1800-tallet. Af disse er der kun én længe tilbage, nemlig i Sankt Pauls Gade: "Nyboders Mindestuer", som blev bygget i 1635 og fredet i 1918.
I 1852 begyndte Marineministeriet at sælge ud af grundene. Dette år blev en karré, omfattende hele Kattegade og Pindsvinegade, den ene side af Nygade og den ene side af Bryggerlængen, bortsolgt ved auktion. Grundene betaltes gennemsnitligt med 7½ rigsdaler pr. kvadratalen, hvad der på den tid var en god pris. Til april flyttedag 1853 måtte alle beboerne (45 mænd, 76 koner, 140 børn og 19 enkelte personer) rømme disse huse, som derpå blev revet ned. Sammen med andre aktører købte grosserer H.P. Lorentzen denne karré og opførte straks store "kaserner" på grunden, hvoraf mange også blev tegnet af P.C. Hagemann.
Samtidig fik Lorentzen i 1854 omdøbt Pindsvinegade til Lorentzensgade – trods bystyrets modstand. Gaden blev dog i 1891 atter omdøbt til Sankt Pauls Gade. I 1865 forberedtes den endelige sanering af Nyboder, men så galt gik det dog ikke. Arkitekten Ferdinand Meldahl ville have én stor karrébebyggelse i stedet for "de usle barakker". Han opnåede dog ikke andet end at få bygget Sankt Pauls Kirke samt Den Danske Frimurerordens logebygning i Klerkegade. I stedet forsøgte man i provisorietiden at genoplive Nyboder med bygning af 2-etagers huse, og i 1890'erne blev de fleste huse kraftigt renoveret.
Herved var det dog ikke slut med angreb på Nyboder. Marineminister Jøhnke kaldte på den ene side "Nyboder blottet for hyggens og hygiejnens mest elementære krav", og Marinebladet på den anden side gendrev dette med "et enestående bygningsværk – en by i byen ... om den lå i Paris eller London ville det være en seværdighed".
Holmens bygningsinspektør Olaf Schmidth tegnede de Nye Stokke eller Grå Stokke, der blev opført 1886-1893 i gaderne Haregade, Gernersgade, Rævegade, Sankt Pauls Gade og Olfert Fischers Gade.
I 1930'erne begyndte kommunen at sælge husene til nedrivning af hensyn til forlængelsen af Kronprinsessegade nordud. Forfatteren Johannes V. Jensen blandede sig og udtalte: "Gaderne er fuldstændig ens, lejlighederne er den samme type, om man fredede et eneste af dem, var det mere end nok".
Nyboder blev fredet i 1944. De Nye Stokke blev fredet i 2006.

## Gadenavne
Det var spændende og eksotiske navne, der blev anvendt – med en hovedvægt på krydderier og dyr:
- Tulipanstrædet, Timianstrædet, Merianstrædet, Krusemyntestrædet, Salviestrædet, Balsamstrædet, Nellikestrædet, Rosenstrædet, Lavendelstrædet
- Elefantstrædet, Harestrædet, Kamelstrædet, Rævestrædet, Enhjørningestrædet, Ulvestrædet, Bjørnestrædet, Løvestrædet, Hjortestrædet, Elsdyrstrædet, Kattestrædet, Pindsvinestrædet, Hindestrædet

Nogle stræder fik også folkelige navne som:
- Bagerens gade, Kockegaden, Skolemesterlængen, Hoppens længe, Bryggerens længe, Nybygte længe eller Fyrstegade, Suensonsgade, Stenbroen eller bare Broen

I 2005 er ikke alle stræder bevaret, bl.a. ville ingeniørkaptajn Thorvald Krak, der blev stadskonduktør i 1858 (og senere kendt for Kraks Kort) ikke acceptere forskellige navne for gader på linje, så antallet af gadenavne er mindsket og nye navne er kommet til:
- Krokodillegade, Delphingade, Tigergade, Leopardgade

Gadenavne blev malet på husmurene. Husnumrene var også anderledes, idet de er fortløbende i såkaldt bustrofedon-stil. Desuden fik husene aldrig et matrikelnummer, måske fordi området var ejet og administreret af flåden.

## Særstatus frem til 1970
Nyboder nød fra starten en særlig status, der adskilte det fra det øvrige København. Nyboder havde bl.a. eget politi, brandvæsen og skole, der i stor udstrækning udgik fra vagthuset på den nuværende Gammelvagt. Selve Nyboder var administrativt underlagt Holmens admiral og end ikke Københavns magistrat havde noget ærinde i Nyboder. For politiet i København kan der i et registerblad fra 1920 således læses:
Politiets Myndighed omfatter Staden København (Nyboder ikke indbefattet) og dens Grund samt enkelte Dele af Københavns Amts Grund og de forhenværende og nuværende Fæstningsværker med Undtagelse af Citadellet Frederikshavn og dets Enveloppe, Smedelinien samt Kristianshavns Vold med tilhørende Enveloppe fra den nye Artillerikaserne til Kvintus.
Gradvist forsvandt dele af Nyboders særstatus og ved kommunalreformen i 1970, forsvandt de sidste dele.

## Nyboder i litteraturen
Ludvig Holberg så sig gal på Nyboder og tilegnede byen sit heltedigt Peder Paars. Holberg siger bl.a. om beboerne:
"Den store begierlighed, I have til at læse viser, haver opmuntret mig til at skriv på vers denne historie om Peder Paars",
idet han samtidig ironiserer over deres optagethed af at læse utrolige historier og viser i datidens boulevardaviser. Nyboderfolket var også kendt for at gifte sig tidligt og få mange børn, hvilket også fik digteren til at drive gæk med dem i Den Stundesløse.
H.C. Andersen holdt sig heller ikke tilbage og beskriver Nyboder i eventyret om Hyldemoer. Der voksede mange hyldetræer i området, hvilket gav anledning til en del overtro.
Søren Kierkegaard var opmærksom på nyboderpigerne og deres udseende. Om dem siger han: "Mindre af vækst, fyldige, svulmende, fine i huden, muntre, glade, vævre, snaksomme, lidt kokette og frem for alt barhovedede". I hans Enten-Eller nævnes det kort: "Hvorfor blev jeg ikke født i Nyboder, hvorfor døde jeg ikke som et lille barn?"
Henrik Pontoppidans Lykke Per boede til leje hos højbådsmand Olufsen i Hjertensfrydsgade i Nyboder. Forfatteren boede selv ganske kort i Nyboder.
Gudrun Eriksen har i sine børnebøger beskrevet dagligdagen i Bjørnegade 5, herunder bemalingen af hjørnehusene med figurer (en kat, en rotte og en mus) i stedet for navne.
Flådens blå matroser er en dansk spillefilm fra 1934, der tager udgangspunkt i Nyboder.
Den romantiske holdning til Nyboder har fundet et kendt udtryk i visen Nyboders pris skrevet af Poul Andreasen, 1930, og sunget samme år af Olga Svendsen. Denne vise afspejler, hvad der ovenfor er anført om "Angreb på Nyboder".